# Szemfüles
A Szemfüles 1990 novemberében Nagyváradon indult magyar nyelvű erdélyi gyermekmagazin, mely 1995-től a dévai Corvin Kiadó gondozásában jelenik meg. Alapító főszerkesztője Stanik Molnár Anikó, utóbb főszerkesztője Szőke Edit, majd Fagyal Hajnalka. Megjelenése az iskolai tanévvel megegyező, így július és augusztus kivételével havonta kerül kiadásra.

## Története
Az 1989-es romániai rendszerváltás lehetőséget adott új magyar folyóiratok megjelenésére, és a következő években több nagyváradi diáklap is megjelent, például a Szemfüles, Adamus, vagy a Majomsziget. Ezek közül csak a Szemfüles bizonyult életképesnek, a többi hamarosan megszűnt vagy átalakult.
Első évtizedében a lap az általános iskolák tanulóit, a 8–14 éves korosztályt célozta meg ismeretterjesztő anyagaival, rejtvényeivel, olvasói rovataival. Példányszáma rendszeresen 20 000 felett volt, az olvasóktól havi 2000–2500 levelet kaptak. Terjesztése önálló hálózat segítségével történt, szabad eladásban nem volt kapható. Szemfüles füzetek címen iskolai munkafüzeteket is kiadtak, melyek többszázezer példányban keltek el. 1994 nyarán a tanév legjobb rejtvényfejtőinek jutalma egy torockói tábor volt.
A Szemfülest 1995 áprilisáig Nagyváradon nyomtatták. Az 1994/95-ös tanévben nehéz anyagi helyzetbe került, ezt egy nyílt levélben a szerkesztő maga mondta el olvasóinak. Ekkor ki is marad az 1994. novemberi, valamint az 1995. májusi és júniusi szám. Ezután átvette a dévai Corvin Kiadó, és 1995 szeptemberétől Corvin Szemfüles címen jelent meg. 1998-ban évkönyvet is kiadtak.
Bár a magazin indulásakor az általános iskolák tanulóit célozta meg, célközönsége később a középiskolásokra is kiterjedt, a lap pedig Szemfüles Tinimagazin névre váltott. 2017. őszén 40-ről 56 oldalasra bővült, hogy az igényeknek megfelelően szórakoztató oldalakkal is szolgáljon, immár Szemfüles Komplex címen. A 2010-es években havi példányszáma 8500 volt.

## Bemutatása
56 oldalas, A4 formátumú lap. A gyermekirodalmon és az ismeretterjesztő rovatokon kívül az ifjú olvasókat érdeklő tartalom jelenik meg: filmek, zenék, játékok, interjúk és beszámolók, illetve érdekességek a világból, a világról. Az ismeretterjesztő részben színes anyagok jelennek meg könnyed és olvasmányos stílusban, többek között történelemről, élővilágról, technikai illetve tudományos vívmányokról és újdonságokról. A magazinban keresztrejtvények, észpörgetők, horoszkóp, teszt, humor, Tiniszakács és képriport szólítja meg a kikapcsolódásra vágyó olvasókat, a kiadó pedig nyereményekkel és táborral jutalmazza a pályázatok nyerteseit.